# Herminoni

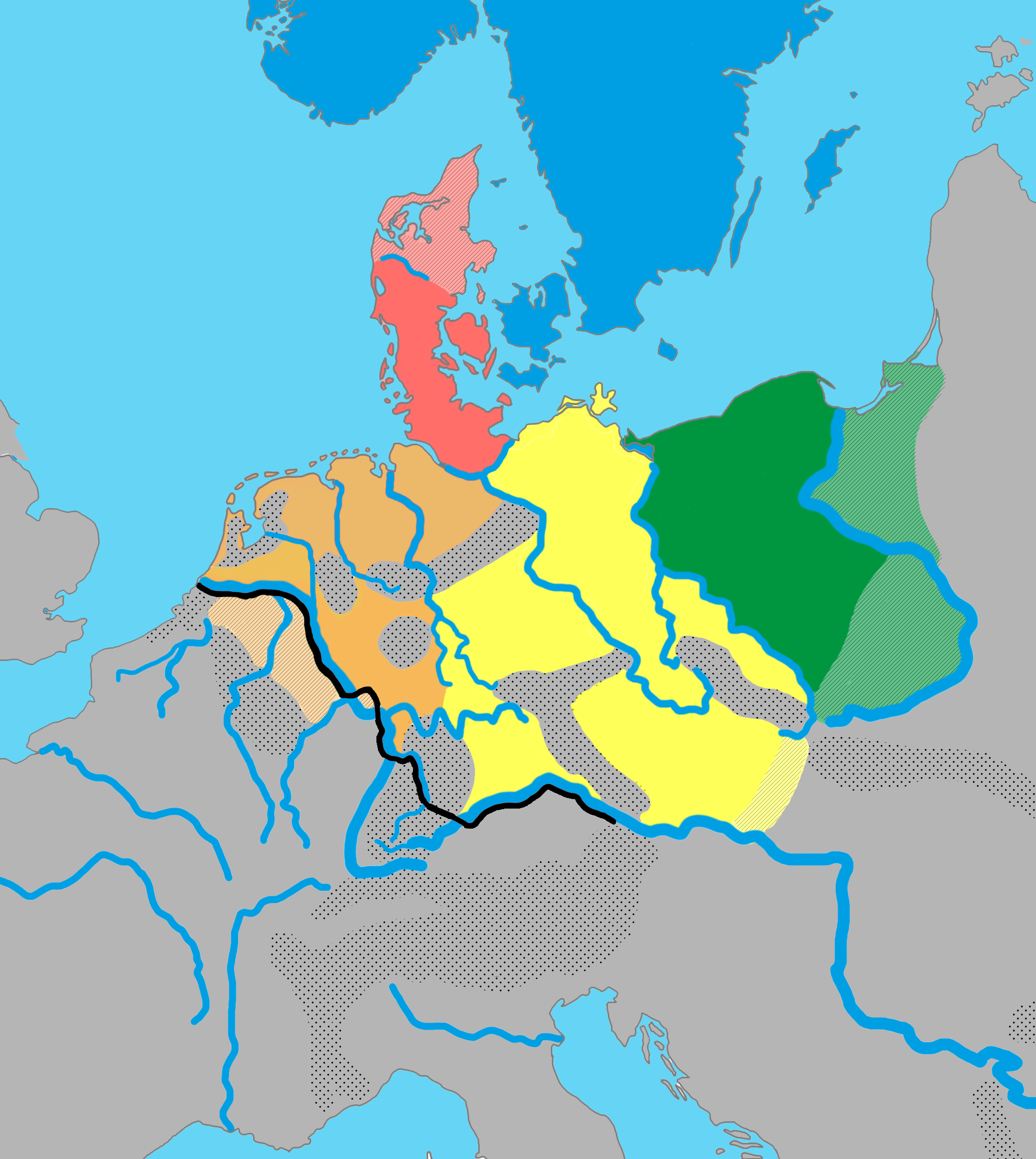
Jedna z interpretací rozšíření germánských nářečních skupin v Evropě kolem roku 100 n. l.:
Severogermánská
Severomořská (Ingvaeoni)
Rýnsko-vezerská (Istaveoni)
Polabská (Herminoni)
Východogermánská

Herminoni, označovaní také jako Hermioni (starořecky: Ἑρμίονες), byla velká skupina raných germánských kmenů, které se usadily v povodí Labe a okolo 1. století našeho letopočtu expandovaly do Bavorska, Švábska a Čech. Významná byla zejména velká podskupina Svébů, která sama obsahovala mnoho různých kmenových skupin, ale mezi Herminony patřili například i Chattové.
Herminoni nebo Polabští Germáni je také termín pro jednu z nepotvrzené nářeční skupiny předků západoněmecké jazykové rodiny, zejména hornoněmeckých jazyků, mezi které patří moderní spisovná němčina.